# Fridolin Gallati
Pour les articles homonymes, voir Gallati.
Fridolin Gallati, né le 17 mars 1885 à Mollis et mort le 19 août 1987 à Berthoud, est un entrepreneur suisse.

## Biographie
Fridolin Gallati, né le 17 mars 1885 à Mollis, est le fils du maître tisserand et marchand Heinrich Gallati. Il effectue d'abord un apprentissage de marchand à Ennenda et en Suisse romande avant de s'installer à Berthoud en 1908. En 1911, il occupe le poste de chef de bureau dans l'usine d'étoffes "O. Nicola" à Berthoud jusqu'à sa fermeture 1914.
En 1922, il rouvre l'usine sous le nom de "Stanniolfabrik Burgdorf AG", qu'il dirige de 1923 à 1959 en tant que directeur. En 1939, il fonde également « Galban Tapetenfabrik » à Berthoud.
Fridolin Gallati épouse en premières noces Clara en 1912, la fille de l'aubergiste et hôtelier "Zu Metzgern" Gottfried Schütz, et, en secondes noces en 1963, Anny, née Paroz. Fridolin Gallati meurt le 19 août 1987 à Berthoud, cinq mois après avoir atteint son 102e anniversaire.